# Walshy Fire
 (janvier 2025).
La mise en forme du texte ne suit pas les recommandations de Wikipédia : il faut le « wikifier ».
Les points d'amélioration suivants sont les cas les plus fréquents. Le détail des points à revoir est peut-être précisé sur la page de discussion.
- Les titres sont pré-formatés par le logiciel. Ils ne sont ni en capitales, ni en gras.
- Le texte ne doit pas être écrit en capitales (les noms de famille non plus), ni en gras, ni en italique, ni en « petit »…
- Le gras n'est utilisé que pour surligner le titre de l'article dans l'introduction, une seule fois.
- L'italique est rarement utilisé : mots en langue étrangère, titres d'œuvres, noms de bateaux, etc.
- Les citations ne sont pas en italique mais en corps de texte normal. Elles sont entourées par des guillemets français : « et ».
- Les listes à puces sont à éviter, des paragraphes rédigés étant largement préférés. Les tableaux sont à réserver à la présentation de données structurées (résultats, etc.).
- Les appels de note de bas de page (petits chiffres en exposant, introduits par l'outil «  Source ») sont à placer entre la fin de phrase et le point final[comme ça].
- Les liens internes (vers d'autres articles de Wikipédia) sont à choisir avec parcimonie. Créez des liens vers des articles approfondissant le sujet. Les termes génériques sans rapport avec le sujet sont à éviter, ainsi que les répétitions de liens vers un même terme.
- Les liens externes sont à placer uniquement dans une section « Liens externes », à la fin de l'article. Ces liens sont à choisir avec parcimonie suivant les règles définies. Si un lien sert de source à l'article, son insertion dans le texte est à faire par les notes de bas de page.
- La présentation des références doit suivre les conventions bibliographiques. Il est recommandé d'utiliser les modèles {{Ouvrage}}, {{Chapitre}}, {{Article}}, {{Lien web}} et/ou {{Bibliographie}}. Le mode d'édition visuel peut mettre en forme automatiquement les références.
- Insérer une infobox (cadre d'informations à droite) n'est pas obligatoire pour parachever la mise en page.

Pour une aide détaillée, merci de consulter Aide:Wikification.
Si vous pensez que ces points ont été résolus, vous pouvez retirer ce bandeau et améliorer la mise en forme d'un autre article.
Leighton Paul Walsh, mieux connu sous son nom de scène Walshy Fire, est un DJ, MC (artiste de scène) et producteur de disques américain. Il fait partie du groupe aux influences  dancehall et reggae Major Lazer aux côtés des DJ Diplo et Ape Drums. Walshy Fire est également membre du collectif Black Chiney sound system en tant que DJ et MC depuis 2003.
Leighton Paul Walsh est également le petit-frère de la légende de cricket Courtney Walsh.

## Jeunesse
Walsh est né dans le comté de Dade, en Floride, et a grandi à Carol City au sein d’une famille jamaïcaine de descendance partielle chinoise,,. Il a fréquenté le lycée de North Miami Beach.

## Influences musicales

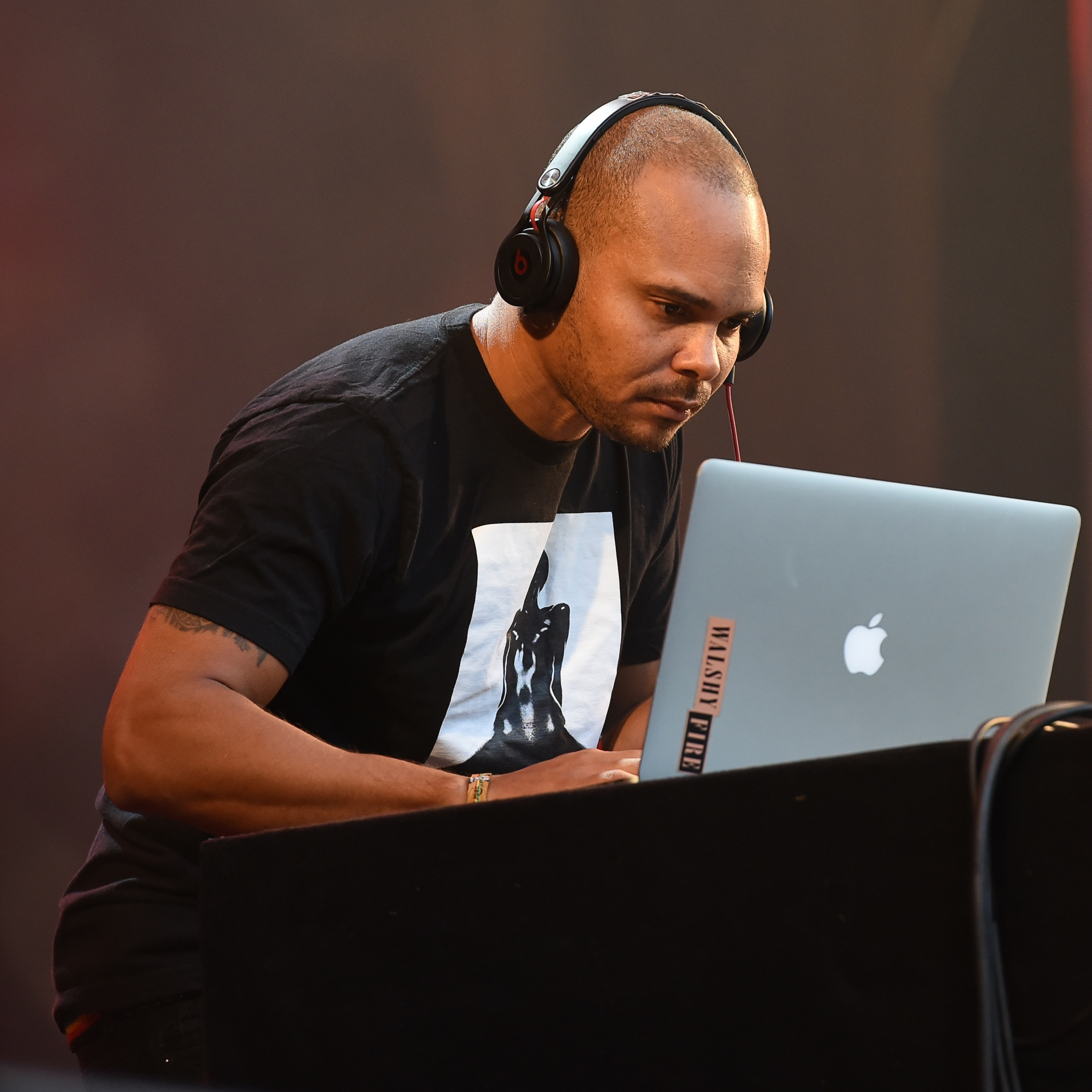
Walshy Fire au Ruhr Reggae Summer 2016

Walshy Fire a été fortement influencé par les traditions du reggae et du dancehall. En 2013, il déclarait : «Mon unique objectif avec Major Lazer est de redonner de la gloire et de la visibilité internationale au reggae et au dancehall». Son riddim reggae préféré est “The Answer”, du légendaire producteur Coxsone Dodd.

## Carrière

### Black Chiney
Walsh rejoint le Black Chiney Sound System de Miami, avec lequel il débute ses tournées en tant que DJ et MC en 2003 sous le nom de Walshy Killa, qu’il a ensuite changé en Walshy Fire. Ce collectif est souvent cité comme une influence majeure dans l’évolution de Major Lazer, notamment avec ses mashups qui mélangent des rythmes hip-hop ou R&B avec des voix d’artistes reggae et R&B, tout en représentant l’esprit des sound systems jamaïcains.
Les mixtapes produites par le collectif Black Chiney, composé de DJs, d’ingénieurs et de MCs, ont servi de véritable école pour Walshy Fire, lui permettant de développer ses compétences en tant que producteur de remix.

### Major Lazer
Depuis 2012, Walshy Fire occupe le rôle de MC au sein de Major Lazer. En 2013, il décrivait ainsi sa fonction :
En gros, Diplo est le sélecteur, et moi je suis le MC. C’est lui qui choisit et mixe les morceaux, pendant que je suis à l’avant pour les présenter au public. Je fais des interventions pour donner du sens aux morceaux, je relance les titres quand il faut, et je joue avec l’ambiance. J’apporte de l’humour quand c’est nécessaire, de l’émotion quand le moment s’y prête, et je m’assure de maintenir une énergie intense tout au long du set.
Walshy Fire a contribué à la production des projets de Major Lazer, notamment les albums Apocalypse Soon et Peace is the Mission. Sur ce dernier, il a coécrit la chanson “Blaze Up The Fire” avec Chronixx et prêté sa voix au titre “Too Original”. Il a également contribué à la production de l’EP Know No Better avec le groupe. Aux côtés de Diplo et Jillionaire, Walshy Fire anime l’émission Major Lazer Lazer Sound sur Beats 1, la plateforme musicale d’Apple Music. Avec Major Lazer, Walshy Fire a collaboré avec des artistes issus de nombreux genres, tout en restant fidèle à une authenticité culturelle, en particulier en ce qui concerne les sous-genres de la musique caribéenne.
Le 6 mars 2016, Major Lazer a marqué l’histoire en devenant le premier groupe pop américain à se produire à Cuba depuis le rétablissement des relations diplomatiques entre les deux pays.
Un an après la sortie de Peace is the Mission, Major Lazer a annoncé la sortie prochaine d’un nouveau titre en collaboration avec Justin Bieber et MØ, intitulé “Cold Water”, qui sera le morceau principal de leur prochain album. Ce titre fait suite à leur succès “Lean On”, également en featuring avec MØ, qui a été écouté 149 millions de fois sur SoundCloud et dont le clip officiel a accumulé 1,4 milliard de vues sur YouTube.

### Walshy Fire Presents
En 2015, Walshy Fire a lancé son propre label, Walshy Fire Presents, inspiré de la culture des sound systems jamaïcains et s’étendant à d’autres genres, comme le hip-hop. Le travail avec des artistes caribéens et la mise en lumière des différents sous-genres de leurs styles musicaux auprès d’un public plus large sont au cœur du concept de son label. Cela passe par des sets live, des mix préenregistrés et des émissions musicales diffusés, alimentant le concept du label Walshy Fire Presents.

### Autres activités
En tant que DJ solo, Walshy Fire a occupé des résidences dans plusieurs clubs de Miami au fil des années. Il continue de se produire à l’international offrant des sets éclectiques mêlant divers genres musicaux tels que le reggae dancehall, le roots reggae, la soca, la house, la bass, le moombahton, la musique latine, l’Afrobeat, le hip-hop et le R&B old school. Ses performances sont accompagnées de commentaires, en tant que MC, qui introduisent les morceaux et enrichissent l’expérience des auditeurs. Walshy Fire propose également des sets dans le cadre de son concept signature, Rum & Bass, où il combine des grooves dansants aux influences mondiales avec l’énergie festive de la culture carnavalesque.
Le 7 juin 2019, Walshy Fire a sorti l’album ABENG sous le label Mad Decent Records. Cet album marque une collaboration inédite entre l’Afrique et les Caraïbes, réunissant des artistes des deux régions sur des morceaux mêlant afrobeats, dancehall, soca et EDM. Comme l’explique Walshy Fire : «L’objectif d’ABENG est de renforcer le dialogue entre les Caraïbes et l’Afrique, en réunissant leurs artistes dans un même studio ou sur une même scène, au même moment.»
En tant que producteur, Walshy Fire a contribué à de nombreux projets mêlant dancehall, reggae et EDM. Il a notamment coproduit deux morceaux, “Toast” et “Throne”, figurant sur l’EP Rapture de l’artiste jamaïcaine Koffee, remportant un Grammy dans la catégorie reggae. La chanson “Toast” a été utilisée dans plusieurs productions télévisées et cinématographiques, notamment dans le film Us de Jordan Peele.
En juillet 2019, Walshy Fire a signé un contrat d’édition mondial avec Concord Music Publishing, couvrant l’ensemble de ses œuvres existantes.
En 2021, il ouvre le Dante’s Hifi, un bar spécialisé dans les vinyles, à Miami, en Floride.

## Discographie

### Albums
| Année | Album                | Artiste(s)                        | Label                |
| ----- | -------------------- | --------------------------------- | -------------------- |
| 2015  | Peace is the mission | En tant que membre de Major Lazer |                      |
| 2016  | Be Inspired          | Walshy Fire & artistes divers     | Walshy Fire Presents |
| 2018  | Thanks For Life      | Walshy Fire & artistes divers     |                      |
| 2019  | ABENG                | Walshy Fire & artistes divers     | Mad Decent           |
| 2020  | Piece of Love Riddim | Walshy Fire & artistes divers     |                      |

### Singles
| Année | Titre                               | Artiste(s)                                                             | Label                |
| ----- | ----------------------------------- | ---------------------------------------------------------------------- | -------------------- |
| 2014  | Follow Me Ikoko                     | Jusa Demetor                                                           | -                    |
| 2015  | Live for Today                      | Kelissa & Keznamdi                                                     | Walshy Fire Presents |
| 2016  | Be Inspired                         | Raekwon & Kabaka Pyramid                                               | Walshy Fire Presents |
| 2016  | Naturally                           | Machet                                                                 | Walshy Fire Presents |
| 2016  | Show You Off                        | Wurld, Fire & Shizzi                                                   | WeAreGVDS            |
| 2016  | Nah Tell Them                       | Sanjin & Salvatore Ganacci                                             | Good Enuff           |
| 2016  | Voodoo                              | Garmiani                                                               | Dim Mak Records      |
| 2016  | Hearts in the Sand                  | Cutting Class & Flipo                                                  | Walshy Fire Presents |
| 2017  | No Laziness                         | Ketchup & Bunji Garlin                                                 | Walshy Fire Presents |
| 2017  | Chicken and Dumplin                 | Bunji Garlin, Kubiyashi                                                | Walshy Fire Presents |
| 2017  | So High                             | Mr. Vegas & Lizi                                                       | Walshy Fire Presents |
| 2017  | G.O.A.T.                            | Mr. Vegas                                                              | Walshy Fire Presents |
| 2017  | Work                                | Popeye Caution                                                         | Walshy Fire Presents |
| 2018  | Yeah Yeah                           | DJ Moiz, Tribal Kush, Doktor                                           | Flex Up Records      |
| 2018  | Dangerous                           | Sillva, Beatwalker, DJ Blass                                           | Mad Decent           |
| 2018  | Love You Like Me                    | Che’Nelle & Natty Rico Remix ft. Konshens                              | -                    |
| 2018  | Never Let You In                    | DJ SODA                                                                | -                    |
| 2018  | Toast                               | Koffee (producteurs : Walshy Fire, Izy Beats)                          | Sony UK/Columbia     |
| 2018  | Hot (Bam Bam)                       | Busy Signal, DJ Septik                                                 | Walshy Fire Presents |
| 2019  | Throne                              | Koffee (producteurs : Walshy Fire, EchoSlim, Sean Alaric, Nicko Rebel) | Sony UK/Columbia     |
| 2019  | Danser                              | El Freaky, Skales, Stanley Jackson                                     | AfterCluv Dance Lab  |
| 2019  | Bullet with Butterfly Wings (Mixed) | MØ                                                                     | -                    |
| 2019  | Jogo pra Tu                         | Mc Rebecca, Mc Th                                                      | -                    |
| 2019  | Verdinha                            | LUDMILLA, Topo La Maskara                                              | -                    |
| 2019  | Topo                                | MC Bin Laden, Tommy Lee Sparta, Samantha Macado                        | -                    |
| 2020  | Muevelo                             | DJ Moiz, Tribal Kush, Bay-C                                            | Flex Up Records      |
| 2020  | Unction                             | Jels Quiah, Ice Prince, Karl Wolf                                      | -                    |
| 2020  | MÀSCARA - Soy Bàrbara               | REINA LEONA, Felva                                                     | -                    |
| 2020  | Stupid Love                         | Jessica Audiffred, Nia V                                               | -                    |
| 2020  | Never Lonely                        | Ebhoni, Yung Tory                                                      | -                    |
| 2020  | Still Believe                       | Jason Julian, Alta Ouses                                               |                      |
| 2020  | Moonlight                           | Orange Grove, Tallpree                                                 |                      |
| 2021  | Lights Down                         | LeKid, Bay-C, Jay Teazer                                               |                      |
| 2021  | Light Up                            | Killertunes, Like Mike, Sha Sha                                        |                      |
| 2021  | Right Here                          | Terri, Cloud Beats                                                     |                      |
| 2021  | Herb Dream (Remix)                  | Blessed, Peter Pann, Killertunes                                       |                      |
| 2021  | Whine And Go Down                   | DJ Katch, Beenie Man                                                   |                      |
| 2021  | oop (Remix)                         | VALÉ, Kat Dahlia, GG                                                   |                      |
| 2021  | Jump                                | Tribal Kush, Mr Vegas                                                  |                      |
| 2021  | Café Deluxe (Remix)                 | Osei The Seventh                                                       |                      |
| 2021  | Psycho                              | Furo, Bay-C                                                            |                      |
| 2022  | Validé                              | Ir Sais, Tribal Kush, J Perry, Mikaben                                 |                      |
| 2022  | Love Me Easy                        | ANORA, Stick Figure                                                    |                      |
| 2022  | Bang                                | Dj Crown Prince, Skinny Fabulous                                       |                      |
| 2022  | Delivery                            | Through The Roots                                                      |                      |
| 2022  | Spectacular                         | Justice the Artiste, Cloud Beats                                       |                      |
| 2023  | Talking In My Sleep                 | Cloud Beats, Karun, The Great Eddy, Jimmy October, G Nako              |                      |
| 2023  | Package                             | Mx Prime                                                               |                      |
| 2023  | MY OWN                              | BomboCat, Sukuward, Tahire                                             |                      |
| 2023  | Yodele                              | Johnny Roxx, DJ Moiz                                                   |                      |
| 2024  | ENCENDIO                            | Nino Augustine                                                         |                      |
|       | Wake Up (House Remix)               | CloudBeats, The Great Eddy                                             |                      |

### EP
| Année | EP                                 | Artiste              | Label                |
| ----- | ---------------------------------- | -------------------- | -------------------- |
| 2014  | Apocalypse Soon                    | Major Lazer          |                      |
| 2015  | Confessional Riddim                | Walshy Fire          | Walshy Fire Presents |
| 2017  | Rum Xmas                           | Walshy Fire          | Walshy Fire Presents |
| 2017  | Spread Out Riddim                  | Walshy Fire          | Walshy Fire Presents |
| 2017  | Chicken and Dumplin                | Walshy Fire          | Walshy Fire Presents |
| 2018  | Thanks for Life Riddim             | Walshy Fire          | Walshy Fire Presents |
| 2018  | Top Shelf Riddim                   | Walshy Fire          | Walshy Fire Presents |
| 2018  | Know No Better                     | Walshy Fire          | Walshy Fire Presents |
| 2020  | Jamaica Meets Brazil               | Walshy Fire          |                      |
| 2021  | Mountain Peak                      | Walshy Fire          |                      |
| 2024  | The Harder they Come : The Remixes | Walshy Fire & autres |                      |

### Compilations et mixs
| Année | Titre                  | Type        | Label      |
| ----- | ---------------------- | ----------- | ---------- |
| 2019  | MMMMØ                  | Mix         |            |
| 2021  | Riddimentary Selection | Compilation | VP Records |

## Filmographie

### Télévision
| Programme         | Episode               | Rôle                      | Plateforme |
| ----------------- | --------------------- | ------------------------- | ---------- |
| Noisey Jamaica II | -                     | Animateur et présentateur | VICE       |
| Noisey Saison 1   | Episode 3 - Miami     | -                         | VICE       |
| Noisey Saison 2   | Episode 2 - São Paulo | -                         | VICE       |